# 锯腿原指树蛙
锯腿原指树蛙（学名：Kurixalus odontotarsus）为树蛙科原指树蛙属的两栖动物。一般栖息于灌木林地带以及栖息在灌木枝叶或藤本植物及杂草的叶片上。其生存的海拔范围为250至1500米。该物种的模式产地在云南勐腊县小勐养，分布于中国大陆（广西、海南、云南、贵州、西藏）、越南、老挝、缅甸等地，公蛙體長32（1.3英寸）、母蛙體長43（1.7英寸）。

## 保护
本种于2023年被收录入《有重要生态、科学、社会价值的陆生野生动物名录》。